# Through the Storm (album Aretha Franklin)
Through the Storm è un album della cantante soul statunitense Aretha Franklin, registrato nel 1989 per la Arista Records.

## Tracce
1. Gimme Your Love – 5:18
2. Mercy – 4:05
3. He's the Boy – 4:05
4. It Isn't, It Wasn't, It Ain't Never Gonna Be – 5:37
5. Through the Storm – 4:20
6. Think '89 – 3:39
7. Come to Me – 3:34
8. If Ever a Love There Was – 4:30